# متیل ایزوبوتیل کتون
متیل ایزوبوتیل کتون (به انگلیسی: Methyl isobutyl ketone) با فرمول شیمیایی C۶H۱۲O یک ترکیب شیمیایی است. که جرم مولی آن ۱۰۰٫۱۶ g/mol می‌باشد. شکل ظاهری این ترکیب، مایع بی‌رنگ است.